# ワシントンジリス
ワシントンジリス（Urocitellus washingtoni）は、ネズミ目（齧歯目）リス科に分類されるジリスの1種。
アメリカワシントン州およびオレゴン州の草地に生息する。

## 分布
アメリカワシントン州南東部およびオレゴン州北東部

## 形態
頭胴長152-178ミリメートル、尾長34-64ミリメートル、体重168-280グラム。体重は季節によって変化する。背面はくすんだ灰色で、灰色がかった白い斑点がある。腹部は灰色がかった白色。目の周りに白い縁取りがある。他のジリスと同様、足が短く、耳は小さく丸い。同じ地域に生息するベルディングジリスとは、体毛の斑点の有無、後足長が43ミリメートル以下であることなどで見分けられる。

## 生態

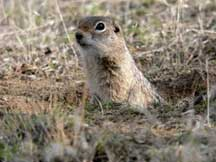
ワシントンジリス

標高90-450メートルの草地、灌木 地、畑、砂性の平地、岩の多い丘陵地に生息する。水はけのよい、深く穴を掘りやすい砂地や柔らかい土、草が豊富な地域を好む。
群れを形成する。環境のよい場所では、1ヘクタール当たりの個体群密度は250頭にもなる。
採掘に適した手足で地下に精巧な巣穴を掘り、年々使いながら季節ごとに拡張していく。冬眠期間には、穴の入口は閉じられている。
昼行性。1年のサイクルは、体重を増やす期間、冬眠および夏眠期間、繁殖期間からなる。1年のうち8カ月は冬眠または夏眠をして過ごす。冬眠は気温の低下により始まり、夏眠は乾燥した夏期に起こる。
捕食者は、アメリカアナグマ、イヌワシなどの猛禽類、パインヘビ、コヨーテなど。

### 食餌
食性は草食性で、数種類のイネ科の草本、オオバコ、ムラサキウマゴヤシ、エンバク、コムギなどを食べる。乾燥が始まる6月頃までは主に草の葉を食べ、その後は同じ草の種子を食べる。

### 繁殖
地上での活動期間が短いため、繁殖は年1回。1月の終わりから2月の初めに冬眠から目覚めるとすぐに繁殖する。オスはメスよりも先に冬眠から目覚め、オス同士メスを巡って争う。いったん交尾が終わると、オスとメスはそれ以上の接触は持たない。
ワシントン州では2月の終わりから3月に出産し、オレゴン州では大部分が3月に出産する。一度の出産で生まれるのは5-11子（平均8子）。
雌雄ともに1年で性成熟し、満1歳で最初の繁殖をおこなう。
子は、地下の巣室で生まれ、生後1か月で地上に出てくる。生後直後には目と耳は閉じており、歯は生えていない。しかしながら、発達は早く、生後10日以内に頭部と体の毛が生える。生後15日ほどで門歯が生え、生後20日以内に目が開く。生後1カ月で離乳し、体重は22-44グラム（平均38.8グラム）になる。オスは子育てを行わない。
子は生まれた巣穴から分散し、新しい地域に定住する。春の終わりから夏の初めにかけて、体重を増やし冬眠に備える。子は6月から7月に、大人は6月には夏眠を始める。
ワシントンジリスの移動分散に焦点を当てた無線追跡の研究によると、オスの子の72％は4月に分散した。分散距離は40–3,521メートルにわたり、平均分散距離は880メートルであった。夏眠までに生き延びた子は、20-56%で、天敵である猛禽類やアナグマに襲われたことが、大量死の主な原因である。生まれた巣穴近くにアナグマが寄ってくるため、分散した子の生存率は、分散しなかった子のそれよりも高かった。

## 人間との関係
放牧、焼畑、耕作、灌漑によって、生息地の環境は大きく変化し、本来の生息範囲は劇的に減少している。1980年代の間に、生息が確認された地方自治体数は179から35に減少した。放牧された牛と同じ草を食べることから害獣とみなされ、銃殺または毒殺されることもある。

## 保全状況評価
オレゴン州では絶滅危惧種に指定されており、アメリカ連邦政府およびワシントン州では絶滅危惧種の候補となっている。国際自然保護連合（IUCN）のレッドリストでは、以前は危急種に指定されていたが、現在は準絶滅危惧に指定されている。